# Hemidactylus haitianus
Hemidactylus haitianus este o specie de șopârle din genul Hemidactylus, familia Gekkonidae, descrisă de Meerwarth 1901. Conform Catalogue of Life specia Hemidactylus haitianus nu are subspecii cunoscute.